# Rabbi (comune)
Rabbi (IPA: /ˈrabbi/, Rabi in dialetto rabbiese) è un comune italiano sparso di 1 363 abitanti della provincia autonoma di Trento in Trentino-Alto Adige. La sede comunale si trova nella frazione di San Bernardo. Il territorio comunale coincide con quello della Val di Rabbi, valle laterale della Val di Sole che si estende per una decina di chilometri a nord-ovest di Malé.

## Geografia fisica
Le sue frazioni principali, nell'ordine in cui si incontrano risalendo la valle, sono Pracorno (Pracòrn), San Bernardo (San Bernàrt) (centro amministrativo del comune), Piazzola (Plazölå) e Rabbi Fonti (Le Aque), sede delle terme di Rabbi.
La valle ha una conformazione prettamente alpina caratterizzata da ampi pascoli, boschi, numerose malghe e masi.
Più della metà del territorio del comune di Rabbi è compreso nel parco nazionale dello Stelvio. La valle è percorsa dal torrente Rabbies che nei pressi di Malé sfocia nel Noce.

## Storia

### Simboli
Stemma
Lo stemma è stato concesso con regio decreto del 3 aprile 1930.
L'acqua che tracima dalla coppa d'oro allude alle acque minerali che alimentano le terme.
Gonfalone
Il gonfalone municipale è stato approvato con D.G.P. del 31 gennaio 1997.

## Monumenti e luoghi d'interesse

### Architetture religiose
- Chiesa della Madonna di Caravaggio, nella frazione di Pracorno
- Chiesa della Madonna di Loreto, nella frazione di  Piazzola

## Società

### Evoluzione demografica
Abitanti censiti

## Cultura

### Dialetto della Val di Rabbi
Il rabbiese, ovvero il dialetto parlato in Val di Rabbi appartiene alle parlate retoromanze e nello specifico esso è assimilato al ladino anaunico anche se è molto particolare.
È caratterizzato fonologicamente dalla semi-palatizzazione dei fonemi c e g davanti a vocale, con la conseguente formazione di chj- e j-. In particolare il suono "chj", con pronuncia molto aspirata, è considerato fattor comune di tutte le genti ladine antiche, (elevando il dialetto di Rabbi ad un dialetto antico e conservativo) è molto simile al Friulano anzi viene proprio soprannominato così (ladin-fûrlan) e foneticamente simile anche a qualche dialetto dell'Alta Lombardia, prima del fonema ć persisteva l'uso del fonema chj, specialmente davanti alla vocale a (ancora oggi esso viene utilizzato nella parlata nell'alta Anaunia, come per esempio nel paese di Fondo).
Altra caratteristica fonetica peculiare della parlata rabbiese è la vocale usata come finale per il genere femminile. Generalmente trascritta con i grafemi ô o å, essa è senza dubbio un indice di quanto il dialetto di Rabbi, a differenza dei dialetti ad esso tassonomicamente più legati (come appunto le varianti nonese), abbia resistito molto bene al processo di italianizzazione fonetica tuttora in atto. Questo suono è oggi pronunciato largamente come [o], ma presumibilmente ricorre come evoluzione del fonema ö o ë (che ancora si riscontra nella pronuncia di parlanti più anziani e soprattutto in parole come chjasô, dove il fonema subisce una tendenza ad anteriorizzarsi per analogia con l'italiano): nella parlata comune attuale, come detto, il fonema è chiuso e posteriorizzato, secondo peraltro le tendenze generali che si ritrovano negli altri dialetti simili. Il fatto che questo fonema sia ancora percepito come diverso da a e o italiane, evidenzia quanto il dialetto di Rabbi sia stato e sia ancora particolarmente conservativo rispetto al cambiamento subìto da quasi tutti gli altri dialetti solandri e non solo.
Si riscontra nel dialetto rabbiese un largo uso delle vocali "alterate" ü ed ö.
Nella parlata son della val di Rabbi sono presenti i gruppi consonantici pl (plan-piano/a e planger-piangere), gl (glesio o glesia-chiesa e la glacia-ghiaccio), cl (seclo-secchio e oreclo-orecchio), bl (blainch-bianco e sablon-sabbia), tratti caratteristici delle parlate ladine.
Anche dal punto di vista lessicale, il rabjés è considerato d'avanguardia, utilizzando parole che vengono usate ormai in pochi altri paesi delle valli vicine.
Nel censimento del 2021 il 20,2% degli abitanti si è dichiarato appartenente al gruppo linguistico ladino.

## Geografia antropica

### Frazioni

#### Piazzola
Piazzola (Plazölô) domina tutta la valle dall'alto dei suoi 1314 metri. La sua chiesa, dedicata a San Giovanni Nepomuceno e alla Madonna di Loreto si impone sulle frazioni sottostanti.
Da Piazzola partono i sentieri per raggiungere i rifugi Lago Corvo (2425 m s.l.m.,poco distante dal passo di Rabbi che collega la valle con la val d'Ultimo (Val d'Outem) e Dorigoni (2437 m s.l.m.). Le frazioni di Piazzola sono: Cotorni, Marachjàgn, Mas, Sombrabi (Sonrabi), Lūci d'Albe, Bogine, Cosi, Chjasôrotô, Chjariöi, Serô (Serra), Masét, Chjanve (Caneve), Chjavalar (Cavallar), Vinövô, Mattarei (Matarèi), Plaze, Petér, Nistelô, Crespiòn, Viletô, Mori, Pontarô, Aque, Plan, Rotondô, Plaze di Forni, Masnöf, More.

#### Pracorno
Pracorno (Pracòrn) è il primo paese che si incontra venendo da Malé. In forza di circa 200 abitanti è diviso in una serie di minuscole frazioni (talvolta anche formate da solo un paio di case) tra cui ricordiamo Cagliàri (Chjalliari), Dadi e Ingenga (Ingenchjå). A Pracorno si trova il molino Ruatti, antico mulino ottocentesco oggi adibito a museo di archeologia artigianale di montagna. È stato restaurato e si tratta di uno dei pochi esemplari rimasti di mulino ad acqua funzionante.

#### Rabbi Fonti
Le Aque, situate in fondo alla valle, sono in realtà una frazione di Piazzola. Ai tempi dell'impero austro-ungarico la località godeva di notorietà e di un certo sviluppo turistico legato alle acque termali.
Alle Terme di Rabbi sgorga un'acqua un tempo altamente ferruginosa e gassata. In questa località vi è anche una chiesetta dedicata a Sant'Anna, un centro visitatori del Parco nazionale dello Stelvio, una pista per lo sci di fondo nei mesi invernali ed una "balerô" nella quale si tengono delle feste campestri durante l'estate e la terza domenica di settembre la "Desmaglidô", il folkloristico ritorno in paese delle mucche, delle capre e delle pecore dopo l'alpeggio estivo.

#### San Bernardo
San Bernardo (San Bernart) è la sede amministrativa del comune. Qui sono presenti i principali servizi: comune, parrocchia, farmacia, banca, ufficio postale e la stazione carabinieri.
Fra le sue frazioni ricordiamo Ceresè (Ciaresé), Pedergnana (Pedernianå), Penasa (Penaså), Poz, Stablum, Tassé (Tassé), Valorz (Valorc'), Zanon (Gianon), Casna (Chjasnå), Pedrin, La Val, Le Ruaie.

## Amministrazione
| Periodo          | Periodo          | Primo cittadino  | Partito | Carica  | Note  |
| ---------------- | ---------------- | ---------------- | ------- | ------- | ----- |
| 24 maggio 1945   | 5 aprile 1946    | Albertini Renzo  |         | Sindaco | [ 9 ] |
| 6 aprile 1946    | 14 agosto 1963   | Bortolo Mengon   |         | Sindaco | [ 9 ] |
| 16 novembre 1963 | 8 dicembre 1967  | Olivo Pedergnana |         | Sindaco | [ 9 ] |
| 9 dicembre 1967  | 21 dicembre 1972 | Enrico Albertini |         | Sindaco | [ 9 ] |
| 22 dicembre 1972 | 26 febbraio 1988 | Marino Ruatti    |         | Sindaco | [ 9 ] |
| 31 maggio 1990   | 16 giugno 1995   | Claudio Valorz   |         | Sindaco | [ 9 ] |
| 20 giugno 1995   | 1 dicembre 2008  | Franca Penasa    |         | Sindaco | [ 9 ] |
| 2009             | in carica        | Lorenzo Cicolini |         | Sindaco |       |

## Galleria d'immagini

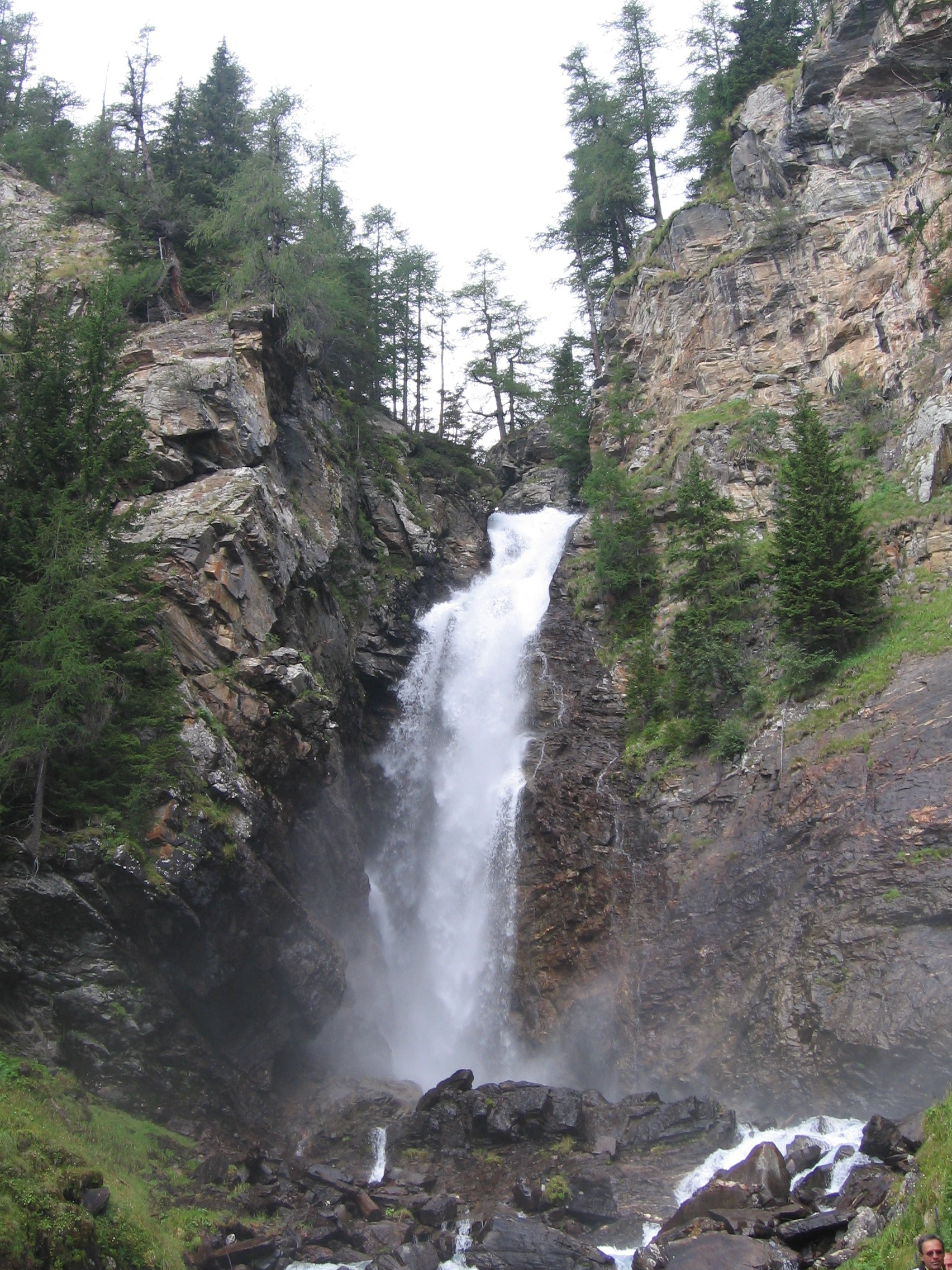
Una delle cascate di Saènt
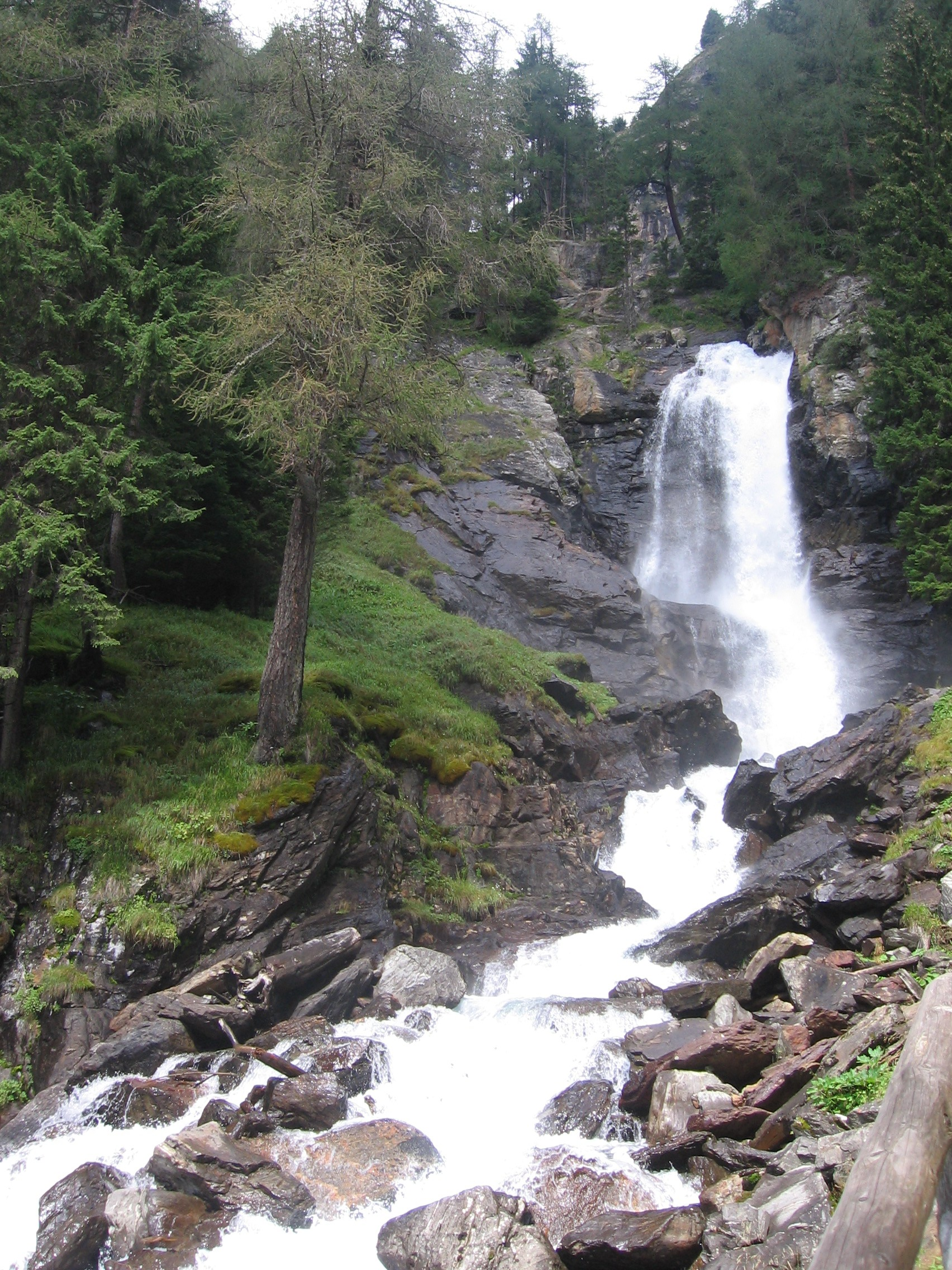
Un'altra cascata di Saènt
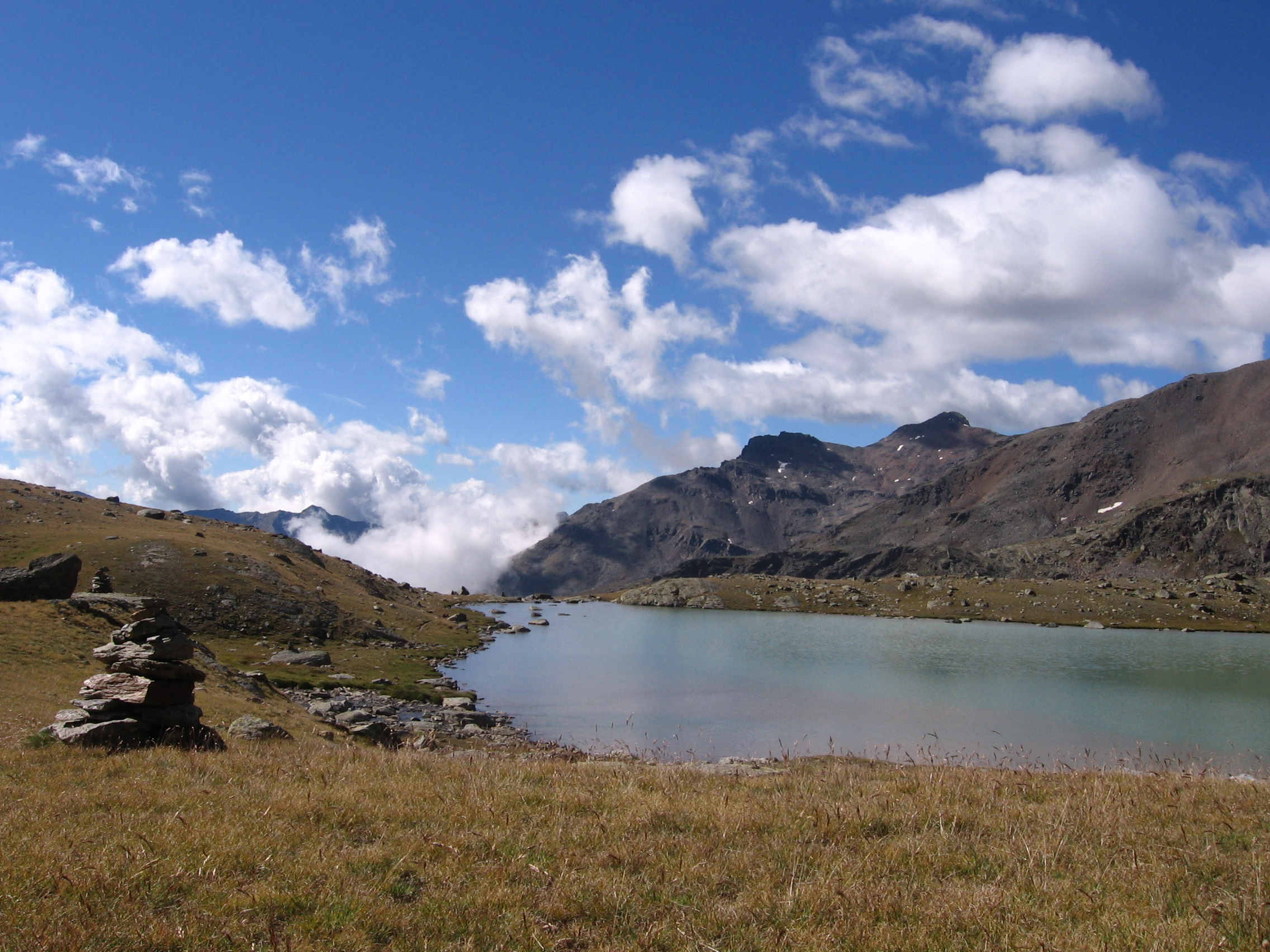
Uno dei laghetti Sternai in Val di Saènt, con i caratteristici ometti segnavia
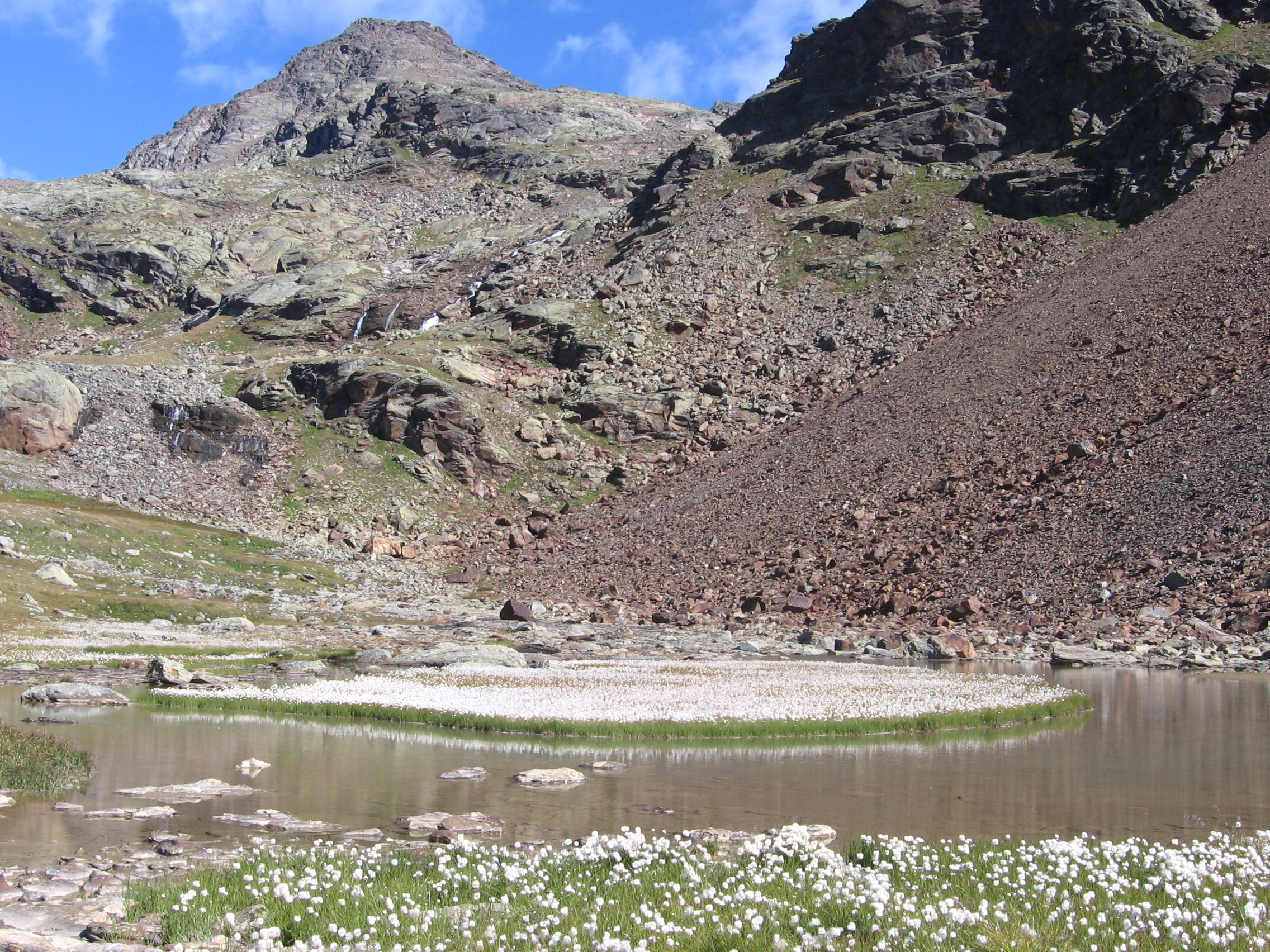
Un altro dei laghetti Sternai
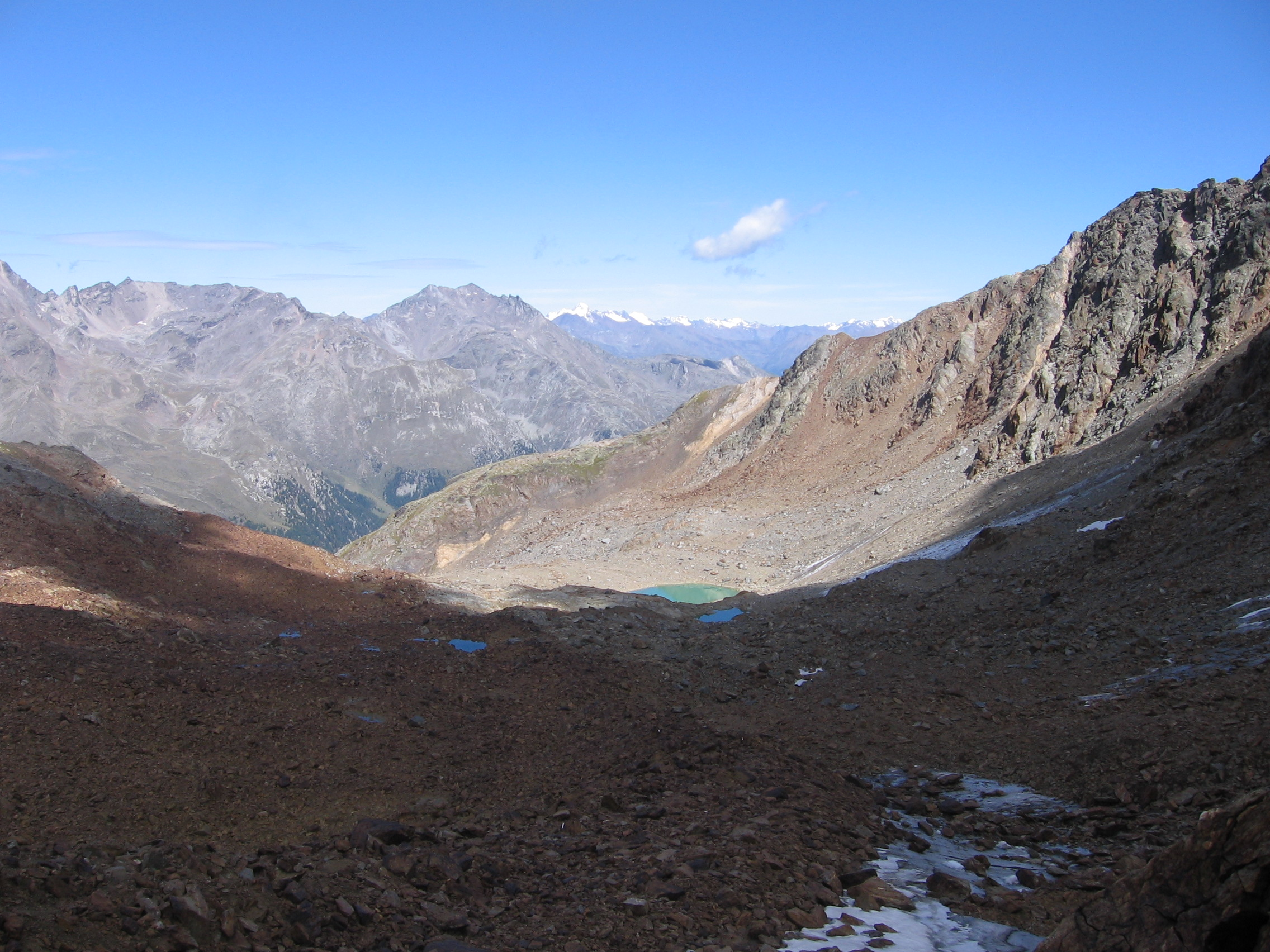
Vista dal Passo di Saènt, 2965 metri
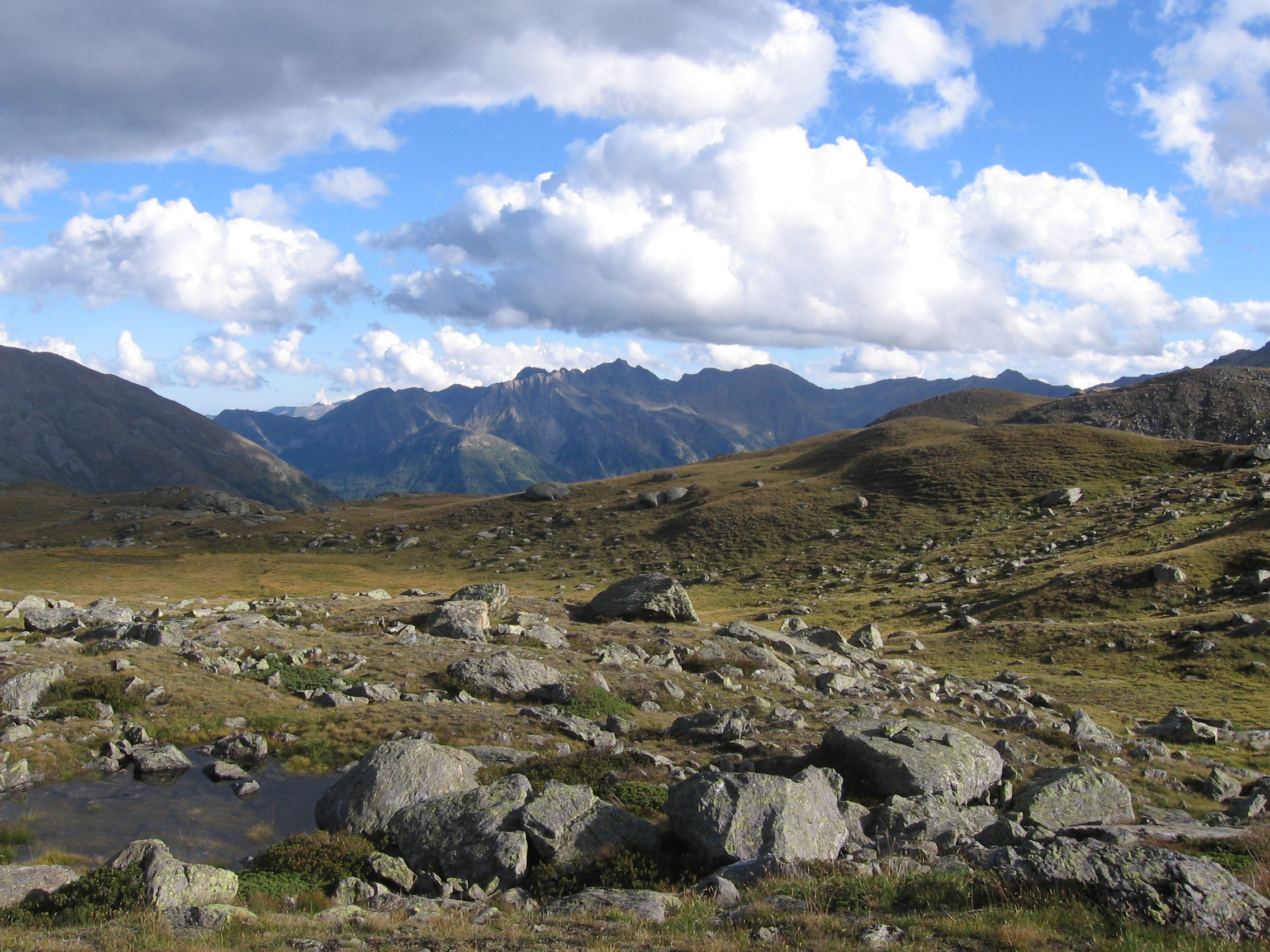
Vista dalla Val di Saènt
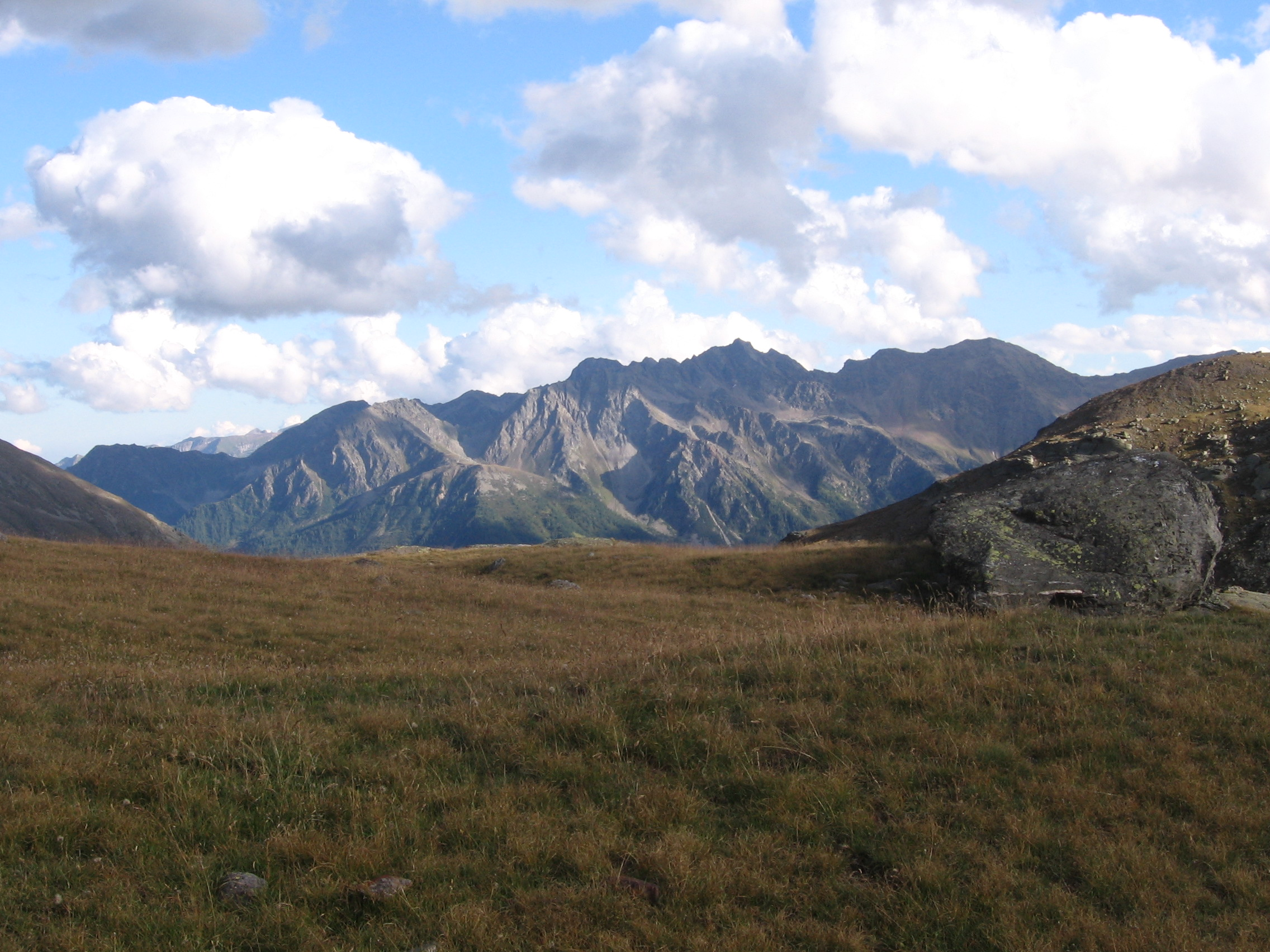
Altra vista dalla Val di Saènt
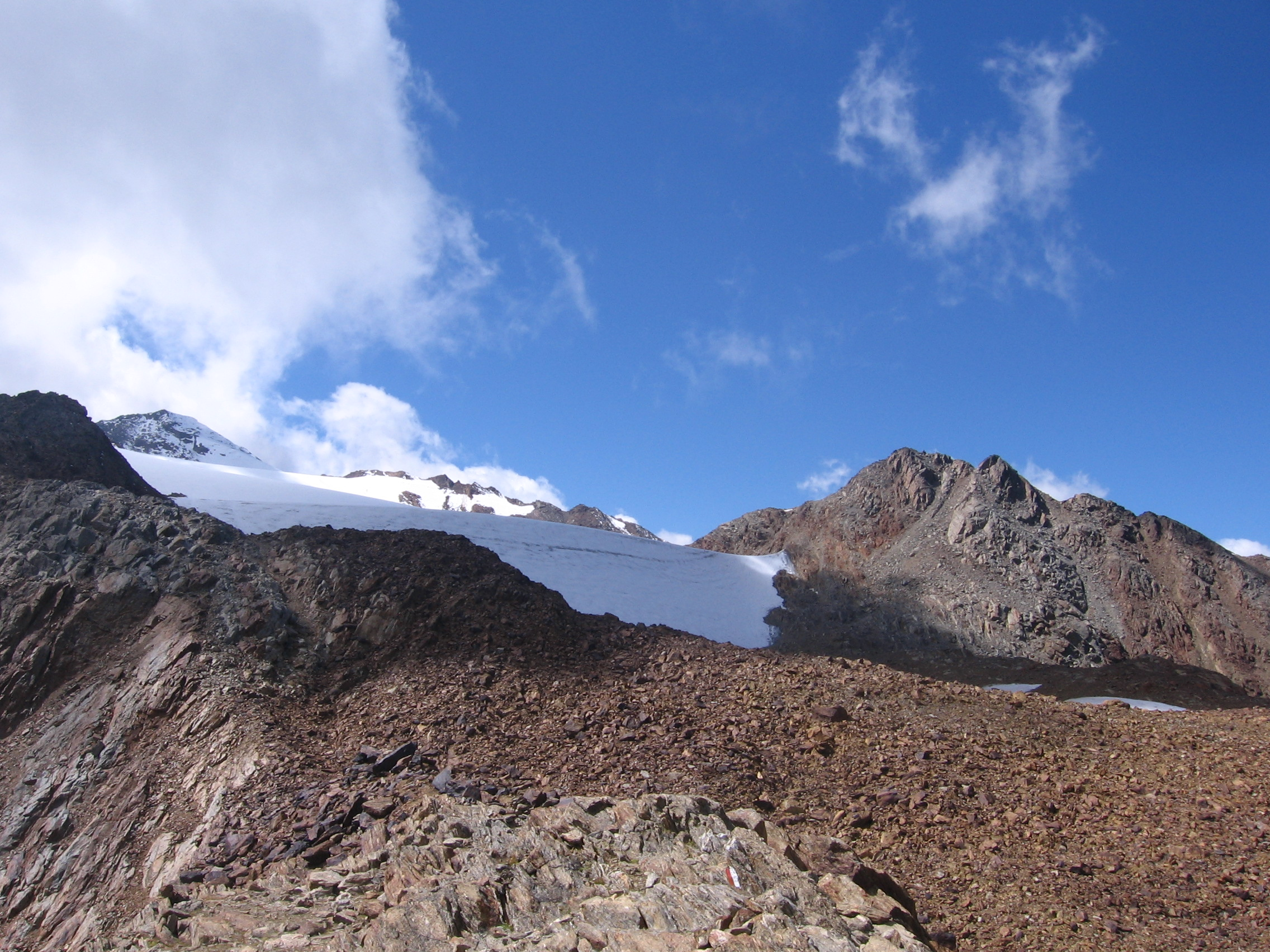
Vista del ghiacciaio del Careser dal Passo di Saènt